# DaVita Polska
DaVita Polska – druga pod względem wielkości ogólnopolska niepubliczna sieć stacji dializ. Na terenie Polski prowadzi 63 ośrodki leczenia nerkozastępczego, w których 1400 specjalistów dba o około 3700 pacjentów z przewlekłą chorobą nerek (PChN).
DaVita prowadzi również diagnostykę i konsultacje pacjentów w kierunku chorób nerek oraz ich leczenie w 38 poradniach nefrologicznych w całym kraju.
Zabiegi dializy są wykonywane na podstawie kontraktu z Narodowym Funduszem Zdrowia.

## Działalność
DaVita Polska oferuje leczenie trzema metodami:
- Hemodializa
- Dializa otrzewnowa
- Hemodiafiltracja

Leczenie odbywa się według autorskiego systemu jakości, który monitoruje 45 parametrów klinicznych, aby zapewnić zgodność z najnowszą wiedzą medyczną i najlepszymi praktykami. Firma aktywnie wspiera system opieki zdrowotnej w Polsce, postulując wprowadzenie modelu opieki koordynowanej dla pacjentów z PChN.

## Kampanie i inicjatywy
W 2018 roku DaVita Polska wprowadziła nową procedurę poprawiającą dostęp pacjentów dializowanych do programu przeszczepiania nerek. Celem projektu było usprawnienie procesu przekazywania pacjentów na Krajową Listę Oczekujących na Przeszczepienie (KLO) prowadzoną przez "Poltransplant" oraz zapewnienie płynnego dostępu do operacji transplantacji także poza godzinami pracy stacji dializ (co nie jest rozwiązane systemowo w Polsce).
W 2022 roku DaVita Polska zainicjowała kampanię edukacyjno-informacyjną pod hasłem „PChNijmy nefrologię do przodu”, postulującą zmiany systemowe w leczeniu osób z zaawansowanymi stadiami PChN.

## DaVita Inc.
DaVita Polska jest częścią DaVita Inc., światowego dostawcy usług nefrologicznych z siedzibą w Denver w Stanach Zjednoczonych, skupiającego się na poprawie jakości życia pacjentów z przewlekłą chorobą nerek (PChN). DaVita Inc. od 25 lat jest liderem w zakresie jakości klinicznej i innowacji.
DaVita opiekuje się 265 400 pacjentami w 3113 stacjach dializ, z czego 2660 klinik działa w Stanach Zjednoczonych, a 453 ambulatoryjne ośrodki dializ w 14 innych krajach na świecie: Arabii Saudyjskiej, Brazylii, Chile, Chinach, Kolumbii, Ekwadorze, Japonii, Niemczech, Malezji, Panamie, Portugalii, Singapurze, Wielkiej Brytanii i w Polsce (stan na 30 września 2024 roku).

## Historia
Późne lata 90. XX wieku – firma, wcześniej znana jako Total Renal Care, zanim stała się DaVitą, jest bliska bankructwa, gdy Kent Thiry zostaje mianowany nowym prezesem zarządu i dyrektorem generalnym.
2000 – nowy dyrektor generalny Kent Thiry i współpracownicy przejmują obowiązki kierownicze i pracują nad przekształceniem firmy i zjednoczeniem jej pracowników poprzez podejście oparte na misji i wartościach. Ponad 600 liderów firmy zebrało się, aby wybrać nową nazwę organizacji DaVita („dà vita” z włoskiego oznacza „dawać życie”) i podstawowe wartości firmy.
2001-2010 – DaVita rozszerza swoją działalność na amerykańskim rynku.
2011 – DaVita zaczyna rozwijać się poza Stanami Zjednoczonymi.
2013 – DaVita rozpoczyna działalność w Polsce (8 placówek).
2014 – DaVita Polska zostaje członkiem organizacji Nefron Sekcja Nefrologiczna Izby Gospodarczej Medycyna Polska, obecnie skupiającej publiczne i niepubliczne placówki świadczące usługi leczenia nerkozastępczego i działającej na rzecz usprawnienia opieki nad pacjentami dializowanymi w Polsce.
2017 – DaVita Polska przejmuje w Polsce 42 placówki Centrum Dializa i rozwija swoje stacje dializ w całym kraju.
2020 – DaVita Polska dołącza do swojej sieci stacje B. Braun Avitum Polska.
2022 – DaVita działa łącznie w 11 krajach na całym świecie, poza USA i Polską są to: Arabia Saudyjska, Brazylia, Chiny, Kolumbia, Malezja, Niemcy, Portugalia, Singapur, Wielka Brytania.
2023 – W Polsce DaVita obchodzi 10-lecie działalności.
2024 – DaVita podpisuje umowę na rozszerzenie działalności w Brazylii i Kolumbii oraz wejście do Chile i Ekwadoru.
2024 – DaVita Polska dołącza do grona Pracodawców Rzeczypospolitej Polskiej.